# Élections législatives mauritaniennes de 2018
Les élections législatives mauritaniennes de 2018 se déroulent les 1er et 15 septembre 2018 afin de renouveler les 157 membres de l'Assemblée nationale de Mauritanie. Des élections municipales et régionales ont lieu simultanément.
L'Union pour la République accroît sa majorité absolue des sièges, tout en ne parvenant néanmoins pas a décrocher la majorité des deux tiers qui lui aurait permis de modifier seule la constitution. 

## Contexte
À la suite du référendum constitutionnel du 5 août 2017, le Sénat a été aboli tandis qu'une décentralisation a été mise en place avec la création de six régions. Les premières élections régionales mauritaniennes se déroulent le même jour que les législatives. Sont ainsi à pourvoir pour cinq ans au suffrage direct les membres des conseils régionaux ainsi que les présidents de régions.
L'Union pour la république, au pouvoir, détient 75 des 146 sièges à l'assemblée nationale. Son dirigeant, le président Mohamed Ould Abdel Aziz, ne serait pas candidat pour se représenter après ses deux mandats, comme la constitution l'y oblige, ouvrant la voie à une lutte pour la succession dans les années à venir. L'opposition ne croit cependant pas à son engagement, et craint qu'une victoire aux législatives du parti au pouvoir lui permette, en décrochant le seuil des deux tiers des sièges, de modifier la constitution pour briguer un troisième mandat.

## Mode de scrutin
L'Assemblée nationale est l'unique chambre du parlement monocaméral de Mauritanie. Elle est composée de 157 sièges dont les membres sont élus pour cinq ans selon un mode de scrutin parallèle.
Sont ainsi à pourvoir 113 sièges dans 47 circonscriptions électorales de 1 à 18 sièges, pourvus pour celles d'un ou deux sièges au scrutin uninominal majoritaire à deux tours, et pour celles de trois sièges ou plus au scrutin proportionnel plurinominal de liste bloquées, auxquels se rajoutent 40 sièges pourvus au scrutin proportionnel plurinominal de liste bloquées également mais dans une unique circonscription nationale, dont la moitié réservée aux femmes sur une liste à part. Il n'est pas fait recours à un seuil électoral, la répartition des sièges se fait au plus fort reste. Les listes se présentant dans les circonscriptions de deux sièges ou plus doivent faire alterner des noms de candidats masculins et féminins,. Enfin, quatre députés représentants les Mauritaniens de l’étranger sont élus par la diaspora.

### Changements récents
La précédente législature était composée de 146 sièges. En janvier 2018 cependant, l'assemblée vote une réactualisation du nombre de députés à l’Assemblée nationale qui passe à 155 sièges conformément aux résultats du recensement général de la population et de l’habitat effectué en 2013 et à la création de deux nouveaux arrondissement, après un précédent passage de 146 à 147 sièges. Se voient ainsi attribuées un siège supplémentaire les quatre circonscriptions d’Aleg, de Tintane, de Kaédi et de Nouadhibou, celles-ci ayant atteint le seuil de population accordant une représentation par quatre députés chacune. À ces sièges s'ajoutent quatre autres nouvellement créés représentant les Mauritaniens établis à l’étranger. La caution de candidature est réduite de 20 000 à 10 000 ouguiyas et le seuil de suffrages exprimés requis pour le remboursement est fixé à 3 %.
En juin 2018, enfin, l'assemblée porte le nombre de sièges à 157 à la suite du dernier découpage administratif créant les départements (Moughataas) de Ghabou et de Benichab respectivement dans les districts (Wilayas) du Guidimagha et de l’Inchiri.

### Vote neutre
La loi électorale mauritanienne reconnait spécifiquement le vote blanc, dit « neutre ». Lors de chaque élection ou référendum, les électeurs ont en effet la possibilité de cocher « Vote neutre » sur leur bulletin, et ces votes sont pris en compte en tant que votes valides entrant en compte dans le décompte des voix et de leur pourcentage, à l'exception de ceux exprimés lors du second tour des présidentielles. Lors des législatives, la forme du scrutin majoritaire organisé dans les circonscriptions composées d'un ou deux sièges se trouve ainsi légèrement modifiée. Au premier tour, le candidat qui réunit une majorité absolue de 50 % +1 voix est en effet déclaré élu mais, à défaut, le second tour opposant les deux candidats arrivés en tête donne pour vainqueur celui recueillant le plus de suffrages. Il est donc possible, dans le cas de résultats serrés entre les deux candidats et d'un nombre de votes neutres assez important, que le candidat déclaré vainqueur le soit avec moins de la moitié des suffrages exprimés, comme lors d'un vote à la majorité relative.

## Résultats
| Parti                    | Parti                                                                  | Circonscriptions | Circonscriptions | Circonscriptions | Circonscriptions | Circonscriptions | Circonscriptions | Proportionnelle nationale | Proportionnelle nationale | Proportionnelle nationale | Sièges réservés aux femmes | Sièges réservés aux femmes | Sièges réservés aux femmes | Total | +/- |
| Parti                    | Parti                                                                  | 1er tour         | 1er tour         | 1er tour         | 2d tour          | 2d tour          | 2d tour          | Proportionnelle nationale | Proportionnelle nationale | Proportionnelle nationale | Sièges réservés aux femmes | Sièges réservés aux femmes | Sièges réservés aux femmes | Total | +/- |
| Parti                    | Parti                                                                  | Voix             | %                | Sièges           | Voix             | %                | Sièges           | Voix                      | %                         | Sièges                    | Voix                       | %                          | Sièges                     | Total | +/- |
| ------------------------ | ---------------------------------------------------------------------- | ---------------- | ---------------- | ---------------- | ---------------- | ---------------- | ---------------- | ------------------------- | ------------------------- | ------------------------- | -------------------------- | -------------------------- | -------------------------- | ----- | --- |
|                          | Union pour la République (UPR)                                         |                  |                  |                  | 91 970           | 55,42            | 22               | 136 809                   | 19,47                     |                           | 135 831                    | 19,60                      |                            | 89    |     |
|                          | Rassemblement national pour la réforme et le développement (Tewassoul) |                  |                  |                  | 8 002            | 4,82             | 0                | 79 283                    | 11,28                     |                           | 87 473                     | 12,62                      |                            | 14    |     |
|                          | Union pour la démocratie et le progrès (UDP)                           |                  |                  |                  | 17 406           | 10,49            | 0                | 30 495                    | 4,34                      |                           | 32 625                     | 4,71                       |                            | 6     |     |
|                          | El Karama                                                              |                  |                  |                  | 9 179            | 5,53             | 0                | 24 761                    | 3,52                      |                           | 24 131                     | 3,48                       |                            | 6     |     |
|                          | Alliance Nationale Démocratique (AND)                                  |                  |                  |                  | 11 041           | 6,65             | 0                | 22 148                    | 3,15                      |                           | 20 257                     | 2,92                       |                            | 4     |     |
|                          | Union des Forces de Progrès (UFP)                                      |                  |                  |                  |                  |                  |                  | 19 664                    | 2,80                      |                           | 23 275                     | 3,36                       |                            | 3     |     |
|                          | Rassemblement des forces démocratiques (RFD)                           |                  |                  |                  |                  |                  |                  | 19 273                    | 2,74                      |                           | 18 335                     | 2,65                       |                            | 3     |     |
|                          | Choura pour le Développement                                           |                  |                  |                  |                  |                  |                  | 15 409                    | 2,19                      |                           | 9 941                      | 1,43                       |                            | 3     |     |
|                          | Parti Unitaire pour la Construction de la Mauritanie (UCM)             |                  |                  |                  |                  |                  |                  | 14 063                    | 2,00                      |                           | 15 802                     | 2,28                       |                            | 4     |     |
|                          | Alliance populaire progressiste (APP)                                  |                  |                  |                  | 4 509            | 2,72             | 0                | 12 899                    | 1,84                      |                           | 13 045                     | 1,88                       |                            | 3     |     |
|                          | Sursaut de la jeunesse pour la Nation (SJN)                            |                  |                  |                  |                  |                  |                  | 11 273                    | 1,60                      |                           | 12 299                     | 1,77                       |                            | 3     |     |
|                          | Pacte National pour la Démocratie et le Développement (ADIL)           |                  |                  |                  |                  |                  |                  | 9 865                     | 1,40                      |                           | 12 228                     | 1,76                       |                            | 2     |     |
|                          | Parti de l'entente démocratique et sociale (El Wiam)                   |                  |                  |                  | 6 482            | 3,91             | 0                | 9 188                     | 1,31                      |                           | 8 499                      | 1,23                       |                            | 2     |     |
|                          | Parti de la Conciliation et de la Prospérité (HIWAR)                   |                  |                  |                  |                  |                  |                  | 7 878                     | 1,12                      |                           | 5 210                      | 0,75                       |                            | 1     |     |
|                          | Alliance pour la justice et la démocratie (AJD)                        |                  |                  |                  |                  |                  |                  | 7 102                     | 1,01                      |                           | 5 895                      | 0,85                       |                            | 1     |     |
|                          | 83 autres partis                                                       |                  |                  |                  | 1493             | 0,90             | 0                | 261 224                   | 37,17                     |                           | 244 706                    | 35,31                      |                            | 9     |     |
|                          | Votes neutres                                                          |                  |                  |                  | 3 210            | 1,93             |                  | 21 374                    | 3,04                      |                           | 23 521                     | 3,39                       |                            |       |     |
|                          |                                                                        |                  |                  |                  |                  |                  |                  |                           |                           |                           |                            |                            |                            |       |     |
| Suffrages exprimés       | Suffrages exprimés                                                     |                  |                  |                  | 165 953          | 91,49            |                  | 702 708                   | 68,40                     |                           | 693 073                    | 67,53                      |                            |       |     |
| Votes nuls               | Votes nuls                                                             |                  |                  | 15 444           | 8,51             | 324 659          | 31,60            | 333 298                   | 32,47                     |                           |                            |                            |                            |       |     |
| Total                    | Total                                                                  |                  | 100              | 95               | 181 397          | 100              | 22               | 1 027 367                 | 100                       | 20                        | 1 026 371                  | 100                        | 20                         | 153   | 7   |
| Abstentions              | Abstentions                                                            |                  |                  |                  | 59 077           | 24,57            |                  | 390 456                   | 27,54                     |                           | 391 452                    | 27,61                      |                            |       |     |
| Inscrits / participation | Inscrits / participation                                               | 1 400 663        | 73,4             | 240 474          | 75,43            | 1 417 823        | 72,46            | 1 417 823                 | 72,39                     |                           |                            |                            |                            |       |     |